# Physarales
Ordre
Synonymes
- Physariida

Classification NCBI
Les Physarales (ou Physariida) sont un ordre de protistes de la classe des Myxomycetes.

## Liste des familles et genres
Selon Catalogue of Life (28 juin 2013) :
- famille des Didymiaceae
- famille des Elaeomyxaceae
- famille des Physaraceae

Selon ITIS (28 juin 2013) :
- famille des Didymiaceae
- famille des Physaraceae

Selon NCBI (28 juin 2013) :
- ordre des Physariida
  - famille des Didymiaceae
  - famille des Elaeomyxaceae
  - famille des Physaraceae